# جوایز برگزیده کودکان مکزیکی نیکلودین
جوایز برگزیده کودکان مکزیکی نیکلودین (انگلیسی: Nickelodeon Kids Choice Awards Mexico) مراسم جوایز سالانه است که به هنرمندانی که با رای کودکان در اینترنت انتخاب شده‌اند، جایزه بلیمپ اهدا می‌شود. این مراسم به صورت سالانه در ماه سپتامبر برگزار می‌شود.